# Cotton Mouth Man
Cotton Mouth Man – album studyjny Jamesa Cottona.

## Lista utworów
1. "Cotton Mouth Man" (Hambridge & Fleming) - 3:47
2. "Midnight Train" (Hambridge & Fleming) - 3:27
3. "Mississippi Mud" (Cotton, Hambridge & Nicholson) - 4:00
4. "He Was There" (Cotton, Hambridge & Fleming) - 3:44
5. "Something For Me" (Hambridge & Fleming) - 3:41
6. "Wrapped Around My Heart" (Hambridge & Fleming) - 3:22
7. "Saint On Sunday" (Cotton, Hambridge & Fleming) - 3:31
8. "Hard Sometimes" (Hambridge, Mcclinton & Nicholson) - 3:16
9. "Young Bold Women" (Cotton & Hambridge) - 3:25
10. "Bird Nest On The Ground" (Dollison & Higgins) - 4:18
11. "Wasn't My Time To Go" (Cotton, Hambridge & Nicholson) - 4:17
12. "Blues Is Good For You" (Cotton, Hambridge & Nicholson) - 4:24
13. "Bonnie Blue" (Cotton & Hambridge) - 3:33

## Twórcy
- James Cotton – harmonijka ustna, śpiew (13)
- Darrell Nulisch - śpiew (1, 4, 7, 9, 10, 12)
- Tom Holland – gitara (2, 4, 5, 10)
- Rob McNelley – gitara (1, 3, 6, 7, 8, 9, 11, 12)
- Colin Linden – gitara rezofoniczna (13)
- Tommy MacDonald – bas (1)
- Noel Neal – bas (2, 4, 5, 10)
- Glenn Worf – kontrabas (3, 8, 9, 11), bas (6, 7, 12)
- Tom Hambridge – perkusja (1, 2, 3, 5, 6, 7, 8, 9, 10, 11, 12), wokal wspierający (1)
- Milton Rector – kontrabas
- Jerry Porter – perkusja (4)
- Chuck Leavell – klawisze (2, 3, 4, 5, 6, 7, 8, 9, 10, 11, 12)

### Gościnnie
- Joe Bonamassa – gitara prowadząca (1)
- Gregg Allman – śpiew (2)
- Keb Mo – śpiew (3, 11), gitara (11)
- Warren Haynes – śpiew (5), gitara (5)
- Ruthie Foster – śpiew (6)
- Delbert McClinton – śpiew (8)